# Seznam osebnosti iz Občine Šentjernej
Seznam osebnosti iz Občine Šentjernej vsebuje osebnosti, ki so se tu rodile, delovale ali umrle.

## Religija
- Primož Trubar, protestantski duhovnik in prevajalec; leta 1547 vikar v Šentjerneju, popravil je župnišče in najbrž postavil mlin (med 1507 in 1509, Rašica – 1586, Tübingen – Derendingen)
- Janž Tulščak, protestantski pridigar in pisec (?, grad Gracarjev turn – okoli leta 1594, ?)
- Andrej Peer, duhovnik, redovnik, jezuit (okoli 1600, Ljubljana – 1656, Drča, samostan Pleterje)
- Janez Liberius, redovnik, jezuit (1614, Ljubljana – 1677, Drča, samostan Pleterje)
- Janez Krstnik Penitz, redovnik, jezuit (1617, Laško – 1677, Drča, samostan Pleterje)
- Jurij Grabner, duhovnik, pesnik, pisatelj (1806, Šentjernej – 1862, Ljubljana)
- Anton Lesjak, rimskokatoliški duhovnik (1857, Stična – 1942, Šentjernej)

## Umetnost
- Janko Kessler, pisatelj in prevajalec (1874, Šentjernej – 1926, Ljubljana)
- Stanko Svetina, pisatelj in prevajalec (1888, Razdrto, Šentjernej – 1919, Ljubljana)
- Albin Weingerl, skladatelj, zborovodja in pedagog (1923, Šentjernej – 2010, ?)

## Humanistika
- Janez Saje, šolnik (1835, Hruševec – 1917, Šentjernej)
- Ferdinand Schulz, muzejski preparator, ornitolog (1849, Šentjernej – 1936, Ljubljana)
- Alojzij Tavčar, jezikoslovec in esperantist (1857, Šentjernej – 1937, Ljubljana)
- Jože Zakovšek, surdopedagog; poučeval na Osnovni šoli Šentjernej (1910, Zagorje ob Savi – 1964, Ljubljana)
- Branko Berčič, literarni zgodovinar in knjižničar (1927, Šmalčja vas pri Šentjerneju – 2013, ?)
- Ludvik Vrtačič, filozof (1933, Pristavica)
- Marijan Bauer, novinar, urednik (1944, Groblje pri Prekopi)

## Politika in pravo
- Seifried Gusič, baron, politični uradnik, predsednik akademije operozov (1709, Cerov Log – 1794, Ljubljana)
- Karel Dragotin Rudež, politik (1833, Ribnica – 1885, Hrastje, na Gracarjevem turnu)
- Rajko Schwinger, pravnik (1844, Hrastje – 1916, Gradec)
- Franc Trenz, pravnik, sodnik (1851, Mihovica – 1921, Ljubljana)

## Vojska in gospodarstvo
- Anton Schöppl-Sonnwalden, gospodarstvenik, pravnik (1858, Ljubljana – 1936 Hrastje)
- Viktor Cvelbar, partizansko ime Stane; častnik, generalmajor JLA (1923, Sela pri Šentjerneju – 1997, ?)
- Miloš Kovačič, gospodarstvenik in farmacevt (1934, Šentjernej – 2016, ?)